# Antrodoco
Antrodoco là một đô thị ở tỉnh Rieti, vùng Lazio miền trung Italia. Đô thị này có diện tích 63  km², dân số năm 2001 là 2845 người.